# Julieta Shismanova
Julieta Shismanova (en búlgaro, Жулиета Шишманова) fue una entrenadora de gimnasia rítmica búlgara nacida en Nesebar el 5 de enero de 1936 y fallecida en accidente aéreo el 16 de marzo de 1978. 
Fue una prestigiosa entrenadora del equipo nacional de Bulgaria de gimnasia rítmica, cuyas componentes obtuvieron grandes éxitos internacionales durante las décadas de los años 60 y los 70. Entre sus principales discípulas figuran María Gigova, Neshka Robeva, Rumiana Stefanova y Krasimira Filipova. 
El 16 de marzo de 1978 falleció en un accidente aéreo de un avión TU-134 junto con su asistente y ex-gimnasta Rumiana Stefanova y las gimnastas Albena Petrova y Valentina Kirilova cuando se dirigían a una competición en Polonia.
Como homenaje se celebra un torneo internacional de gimnasia rítmica en Burgas con el nombre de Julieta Shismanova.